# Летище „Мюнхен“
Летище „Мюнхен“  (MUC/EDDM) (на немски: Flughafen München) е международното летище на Мюнхен, столицата на Бавария.
То е второто по натовареност летище в Германия по брой обслужени пътници след летище Франкфурт и седмото най-натоварено летище в Европа. През летището са преминали 39,7 милиона пътници през 2014 г., ръст от 3% спрямо 2013 г. Също така летището е 14-тото най-натоварено летище с международни пътници в света , с издигане с 16 места в класацията спрямо 2013 г. През 2015 г. от летището се обслужват 228 дестинации в 66 страни. Летище Мюнхен е вторичен хъб на Lufthansa включително и Lufthansa Regional и всички членове на Star Alliance. Най-голямата чуждестранна компания, обслужваща полети до летище Мюнхен, на база превозени пътници е Air Dolomiti.
Летище Мюнхен е разположено на 28,5 км североизточно от центъра на Мюнхен, в старинното градче Фрайсинг и е наименувано на бившия министър-председател на Бавария Франц Йозеф Щраус. Летището разполага с 2 пътнически терминала, 2 писти, карго-терминал и сервизни приспособления, които позволяват летището да обслужва самолети от ранга на Airbus A380. Летище Мюнхен е едно от петте летища в света, които са определени като 5-звездни от Skytrax.

## История
От 1939 до 1992 г. Мюнхен е обслужван от летище Мюнхен Рейм. Първите планове за разширение или построяване на ново летище са направени през 1954 г. поради нарастващия трафик и гъстота на населението в района около летището. Решението да се построи ново летище на Ердингер Моос е взето на 5 август 1969 г. от баварското правителство. Когато строителството започва на 3 ноември 1980 г., село Франзхейм е разрушено и приблизително 500 жители са изселени. Летището се намира на територията на няколко различни общини: Обердинг, Ердинг, Халбергмос, Фрейсинг и Марцлинг и Фрейсинг.
Летището е кръстено на Франц Йозеф Щраус, който играе важна, макар и понякога противоречива, роля в политиката на Федерална република Германия от 1950 г. до смъртта си през 1988 г.

## Сгради
Летище Мюнхен заема площ от 15.6 км 2. Повечето от сградите са разположени в територията между двете писти. Пътят до летището и жп линията разделят западната част на аеропортът на две части: северна, която обхваща административните сгради, обслужващите съоръжения паркинг и други, а южната – карго и сградите за поддръжка. Аерогарата разполага с 2 терминала.

### Терминал 1
Терминалът е по-старият от двата. Отваря врати на 17 май 1992 година с годишен капацитет 25 милиона пътници. Разделен е на 5 модула – A, B, C, D, E.
Част от авиокомпаниите, които използват терминала са дадени в таблицата:
| Авиокомпания           | Град – Летище |
| ---------------------- | --- |
| Aer Lingus             | Дъблин |
| Aeroflot               | Москва „Шереметиево“, Санкт Петербург |
| Air Berlin             | Аликанте, Берлин „Тегел“, Бриндизи, Гран Канария, Дюселдорф, Катания, Кьолн/Бон, Мадейра, Олбия, Палма де Майорка, Тенерифе-юг, Фуертевентура, Хамбург Сезонно: Агадир, Закинтос, Зилт, Ибиса, Ираклио, Каляри, Карпатос, Корфу, Кос, Ламеция Терме, Малага, Марса Алам, Менорка, Миконос, Митилини, Неапол, Превеза, Рейкявик, Родос, Самос, Солун, Фаро, Хургада |
| Air Europa             | Мадрид |
| Air France             | Париж „Шарл дьо Гол“ |
| airBaltic              | Вилнюс (започва от 27 март 2017), Рига Сезонно: Кос, Закинтос (започва от 7 май 2017), Миконос (започва от 7 май 2017), Превеза |
| Alitalita              | Рим „Фиумичино“ |
| American Airlines      | Филаделфия |
| British Airways        | Биллун, Лондон „Хийтроу“ |
| Condor                 | Агадир, Анталия, Гран Канария, Джерба, Канкун, Лансароте, Лас Вегас (продължава от 3 май 2017), Пунта Кана, Санта Круз де ла Палма, Сиатъл/Такома (започва от 5 юли 2017), Тенерифе – юг, Фуертевентура, Фунчал, Хавана, Хургада Сезонно: Барбадос, Варадеро, Виндхук, Волос (започва от 29 април 2017), Гоа, Даламан, Занзибар, Ираклио, Ибиса, Кавала, Каламата, Корфу, Кос, Мавриций, Марса Алам, Момбаса, Монтенего Бай, Палма де Майорка, Пуерто Плата, Родос, Санта Клара, Санторини, Санто Доминго, Сан Хосе, Скиатос, Тобаго, Халифакс |
| easyJet                | Единбург, Лондон „Гетуик“, Лондон „Лутън“, Лондон „Станстед“, Манчестър, Милано „Малпенса“ |
| easyJet Switzerland    | Женева |
| El Al                  | Тел Авив |
| Emirates               | Дубай Интърнешънъл |
| Etihad Airways         | Абу Даби |
| Germania               | Арбил, Бейрут, Ларнака (приключва на 5 януари 2017), Сулеймания Сезонно: Алмерия, Бургас, Пафос (продължава от 28 март 2017) Сезонни чартърни: Будьо, Тромсьо, Хаща |
| Iberia                 | Мадрид |
| KLM                    | Амстердам |
| Norwegian Air Shuttle  | Аликанте, Гран Канария, Малага, Осло, Стокхолм „Арланда“, Тенерифе-юг |
| Qatar Airways          | Доха |
| Royal Jordanian        | Аман-Куийн Алия |
| Saudia                 | Джеда Сезонно: Рияд |
| SunExpress Deutschland | Агадир, Адана, Анталия, Бодрум, Гран Канария, Енфида, Измир, Кайсери, Лансароте, Марса Алам, Палма де Майрока, Хургада Сезонно: Анкара, Варна, Ираклио, Родос, Фуертевентура |
| TAROM                  | Букурещ „Отопени“, Сибиу, Яш |
| Transavia              | Айндховен, Аликанте, Амстердам (от 17 февруари 2017), Барселона (от 26 март 2017), Берлин „Шьонефелд“, Гран Канария, Дъблин (от 11 април 2017), Копенхаген, Лисабон, Маракеш, Неапол, Палма де Майорка, Порто, Севиля, Стокхолм „Арланда“ (от 26 март 2017), Тел Авив, Тенерифе – юг, Фаро, Фуертевентура, Хелзинки (от 27 март 2017) |
| TUIfly                 | Боа Виста, Гран Канария, Лансароте, Марса Алам, Сал, Тел Авив, Тенерифе – юг, Фуертевентура, Хургада Сезонно: Анталия, Даламан, Ираклио, Ибиса, Корфу, Кос, Менорка, Палма де Майорка, Патрас, Родос, Херез де ла Фронтера, Фаро |
| Tunisair               | Джерба, Енфида, Тунис |
| Turkish Airlines       | Истанбул „Ататюрк“, Истанбул „Сабиха Гьокчен“ |
| Vueling                | Барселона, Малага, Палма де Майорка, Рим „Фиумичино“ |

### Терминал 2
Терминал 2 е пуснат в експлоатация на 29 юни 2003 година. Капацитетът му е 25 милиона пътници годишно и се използва най-много от Lufthansa. Терминалът е годен да обслужва A380, както Boeing 747-400s.
| Авиокомпания                  | Град – Летище |
| ----------------------------- | --- |
| Adria Airways                 | Лодз, Любляна, Прищина, Тирана |
| Aegan Airlines                | Атина, Ларнака |
| Air Canada                    | Торонто |
| Air China                     | Атина, Пекин, Шанхай |
| Air Dolomiti                  | Бари, Болоня, Венеция, Верона, Геноа, Катания, Клуж-Напока, Лион, Милано „Бергамо“, Милано „Малпенса“, Палермо, Перуджа, Пиза, Прага, Рим „Фиумичино“, Торино, Флоренция Сезонно: Бриндизи |
| All Nippon Airways            | Токио – Ханеда |
| Austrian Airlines             | Виена |
| BMI Regional                  | Бристъл, Брно, Милано „Бергамо“, Норшьопинг, Росток, Ротердам, Саутхемптън |
| Eurowings                     | Дортмунд, Катания (започва от 2 април 2017), Париж „Шарл дьо Гол“ (започва от 31 април 2017) |
| LOT                           | Варшава, Талин |
| Lufthansa                     | Анкара, Анталия, Атина, Барселона, Белград, Берлин „Тегел“, Билбао, Бирмингам, Бостън, Бремен, Брюксел, Будапеща, Букурещ „Отопени“, Валенсия, Вашингтон – Дълес, Венеция, Виена, Делхи, Денвър, Дюселдорф, Дъблин, Загреб, Кайро, Киев „Бориспол“, Копенхаген, Краков, Кьолн/Бон, Ларнака, Лисабон, Лондон „Хийтроу“, Лос Анджелис, Мадрид, Малага, Манчестър, Маракеш, Мексико Сити, Милано „Малпенса“, Монреал, Москва „Домодедово“, Мумбай, Мюнстер/Оснабрюк, Нант (започва от 28 март 2017), Наполи, Ница, Нюарк, Ню Йорк, Одеса, Осло, Париж „Шарл дьо Гол“, Пекин, Порто, Прага, Рияд, Рим „Фиумичино“, Санкт Петербург, Сан Франциско, Сараево, Сеул „Инчон“, София, Сткохолм, Тбилиси, Тел Авив, Техеран, Токио „Ханеда“, Фаро, Франкфурт, Хамбург, Хановер, Хелзинки, Хонг Конг, Цюрих, Чикаго „О'Хеър“, Шанхай, Шарлот/Дълес Сезонно: Бодрум, Ванкувър, Глазгоу, Гран Канария, Дубровник, Измир, Ираклио, Истанбул „Ататюрк“, Катания, Кейп Таун, Корфу, Ламеция Терме, Малта, Маями, Палма де Майорка, Пиза, Рейкявик, Санторини, Сантяго де Компостеля (започва от 9 април 2017), Севиля, Сплит, Тенерифе-юг, Торонто, Тунис, Фуертевентура |
| Lufthansa CityLine            | Амстердам, Анкона, Базел/Мюлуз, Белград, Билбао, Бирмингам, Бремен, Брюксел, Будапеща, Букурещ „Отопени“, Варшава, Виена, Вроцлав, Гданск, Грац, Гьотеборг, Дебрецен, Дрезден, Жешов, Загреб, Зилт, Кишинев, Краков, Кьолн/Бон, Лайпциг, Лвъв, Лион, Лондон „Хийтроу“, Люксембург, Марсилия, Милано „Малпенса“, Мюнстер/Оснабрюк, Ница, Нюрнберг, Падерборн/Липщат, Париж „Шарл дьо Гол“, Познан, Прага, Рим „Фиумичино“, Сараево, Сибиу, София, Сплит, Тимишоара, Торино, Триест, Тулуза, Цюрих, Щутгарт Сезонно: Бастия, Дубровник, Джърси, Задар, Олбиа, Пула |
| Scandinavian Airlines         | Копенхаген, Осло, Стокхолм „Арланда“ |
| Singapore Airlines            | Сингапур |
| South African Airways         | Йоханесбург |
| Swiss International Air Lines | Женева, Цюрих |
| TAP Portugal                  | Лисабон |
| Thai Airways                  | Банкок |
| United Airlines               | Вашингтон – Дълес, Нюарк, Чикаго „О'Хеър“ Сезонно: Хюстън |

### Писти
Летището разполага с 2 успоредни писти, дълги 4000 метра и широки 60 метра. То разполага и с площадка за кацане на хеликоптер.